# Audi F103
F103 — название серии среднеразмерных автомобилей, выпускавшихся Auto Union в Западной Германии с 1965 по 1972 год. Серия являлась преемником DKW F102. Чтобы подчеркнуть переход от двухтактных двигателей к четырёхтактным, марка DKW была упразднена в пользу Audi.

## Модели
Первая модель была запущена, как Audi, затем переименована в Audi 72 (72 — это номинальная мощность двигателя).
Более мощные спортивные седаны Audi 80 и Audi Super 90 были введены в 1966 году. В 1968 году добавлена менее мощная Audi 60 для завершения модельной линейки.
В 1969 году Audi 75 сменила собой Audi 72 и Audi 80.
В 1972 году производство серии F103 прекращено, её заменила новая «B1» Audi 80.

## Двигатели
Автомобили серии F103 оснащались исключительно четырёхтактными, продольно расположенными двигателями. Подобное сочетание 4-цилиндрового мотора и переднего привода заложило базовый шаблон для Volkswagen Passat и более новых Audi 80 и Audi 100 после приобретения Volkswagen предприятий Daimler-Benz в конце 1964 года. Поскольку F103 использовала шасси DKW F102 с 3-цилиндровым двухтактным мотором, система охлаждения сместилась влево, а не располагалась перед двигателем, как раньше.
Двигатели являлись совместной разработкой Daimler-Benz (владевшей Auto-Union с 1959 по 1964 год) и Volkswagen. Они получили название Mitteldruckmotor (двигатель со средним давлением) из-за их необычайно высокой степени сжатия, находившей посередине между бензиновыми и дизельными моторами.

## Трансмиссия
Автомобили имели 4-ступенчатую механическую трансмиссию.
Передние тормоза — дисковые, что было новинкой для среднеразмерных автомобилей того времени, а задние — более традиционные барабанные.

## Кузов
F103 были продолжением развития DKW F102. Моторный отсек увеличился в размерах для нового 4-цилиндрового двигателя. Передняя и задняя части подверглись косметическим изменениям. Для европейского рынка Audi F103 оснащались модными в то время прямоугольными фарами, в то время, как F102 имел фары круглой формы.
Все модели Audi F103 предлагались с кузовами 2- и 4-дверный седан. Однако двухдверные седаны не продавались в странах с невысоким спросом на двухдверные машины подобного размера, таких, как Италия и Великобритания.
За исключением Audi Super 90, некоторые модели F103 имели также кузов 3-дверный универсал. Дебютировавший на Женевском автосалоне в марте 1966 года, он имел индекс Variant, как и другие универсалы Volkswagen.

## Продажи
В середине 1960-х годов Audi F103 являлась одной из самых успешных серий Auto Union. К июлю 1967 года выпущено 100,000 автомобилей Audi, производство F103 составляло 40 тыс. машин в год. Компания отрицала слухи о том, что новая модель будет представлена на Франкфуртском автосалоне осенью 1967 года (новый Audi запущен только в 1968 году).
За время производства выпущено 416 853 машин из них: седаны — 386,361, универсалы Variant — 27,492.

## Характеристики
Данные производителя, если не указано иное:
| Audi F103                                    | Audi 60 2- и 4-дверные седаны 3-дверный универсал ‘Variant’                 | Audi 72 2- и 4-дверные седаны 3-дверный универсал ‘Variant’                 | Audi 75 2- и 4-дверные седаны 3-дверный универсал ‘Variant’                 | Audi 80 2- и 4-дверные седаны 3-дверный универсал ‘Variant’                 | Audi Super 90 2- и 4-дверные седаны                                         |
| -------------------------------------------- | --------------------------------------------------------------------------- | --------------------------------------------------------------------------- | --------------------------------------------------------------------------- | --------------------------------------------------------------------------- | --------------------------------------------------------------------------- |
| Годы производства:                           | 1968–1972                                                                   | 1965–1969                                                                   | 1969–1972                                                                   | 1966–1969                                                                   | 1966–1972                                                                   |
| Произведено (исключая универсалы 'Variant'): | 216,988                                                                     | 122,579                                                                     | 122,579                                                                     | 122,579                                                                     | 49,794                                                                      |
| Двигатель:                                   | Рядный 4-цилиндровый двигатель (четырёхтактный), с продольным расположением | Рядный 4-цилиндровый двигатель (четырёхтактный), с продольным расположением | Рядный 4-цилиндровый двигатель (четырёхтактный), с продольным расположением | Рядный 4-цилиндровый двигатель (четырёхтактный), с продольным расположением | Рядный 4-цилиндровый двигатель (четырёхтактный), с продольным расположением |
| Диаметр цилиндра x ход поршня:               | 80 x 74,4                                                                   | 80 x 84,4                                                                   | 80 x 84,4                                                                   | 80 x 84,4                                                                   | 81,5 x 84,4                                                                 |
| Объём двигателя:                             | 1496 см³                                                                    | 1695 см³                                                                    | 1695 см³                                                                    | 1695 см³                                                                    | 1761 см³                                                                    |
| Макс. мощность:                              | 54 л. с. / 40 кВт 65 л. с. / 64 л. с. / 48 кВт                              | 72 л. с. / 71 л. с. / 53 кВт                                                | 75 л. с. / 74 л. с. / 55 кВт                                                | 80 л. с. / 79 л. с. / 59 кВт                                                | 90 PS / 89 л. с. / 66 кВт                                                   |
| Степень сжатия:                              | 9.1 : 1                                                                     | 11,2 : 1                                                                    | 9,1 : 1                                                                     | -                                                                           | 10,6 : 1                                                                    |
| Разгон 0 – 100 км/ч:                         | 18,0                                                                        | 14,8                                                                        | 14,5                                                                        | 14,0                                                                        | 12,2                                                                        |
| Макс. скорость, км/ч :                       | 138 км/ч 144 км/ч                                                           | 148 км/ч                                                                    | 150 км/ч                                                                    | 152 км/ч                                                                    | 163 км/ч                                                                    |
| Подача топлива:                              | один карбюратор Solex                                                       | один карбюратор Solex                                                       | один карбюратор Solex                                                       | один карбюратор Solex                                                       | один карбюратор Solex                                                       |
| Число клапанов:                              | -                                                                           | -                                                                           | -                                                                           | -                                                                           | -                                                                           |
| Охлаждение:                                  | водяное                                                                     | водяное                                                                     | водяное                                                                     | водяное                                                                     | водяное                                                                     |
| Электрическая система:                       | 12 вольт                                                                    | 12 вольт                                                                    | 12 вольт                                                                    | 12 вольт                                                                    | 12 вольт                                                                    |
| Передняя подвеска:                           | Независимая торсионная                                                      | Независимая торсионная                                                      | Независимая торсионная                                                      | Независимая торсионная                                                      | Независимая торсионная                                                      |
| Задняя подвеска::                            | Торсионная                                                                  | Торсионная                                                                  | Торсионная                                                                  | Торсионная                                                                  | Торсионная                                                                  |
| Тормоза:                                     | Передние дисковые / Задние барабанные                                       | Передние дисковые / Задние барабанные                                       | Передние дисковые / Задние барабанные                                       | Передние дисковые / Задние барабанные                                       | Передние дисковые / Задние барабанные                                       |
| Структура кузова:                            | Монокок (Monocoque)                                                         | Монокок (Monocoque)                                                         | Монокок (Monocoque)                                                         | Монокок (Monocoque)                                                         | Монокок (Monocoque)                                                         |
| Рулевое управление:                          | стойки и шестерни                                                           | стойки и шестерни                                                           | стойки и шестерни                                                           | стойки и шестерни                                                           | стойки и шестерни                                                           |
| Диаметр разворота:                           | 10,59 м                                                                     | 10,59 м                                                                     | 10,59 м                                                                     | 10,59 м                                                                     | 10,59 м                                                                     |